# Карт (язычество)

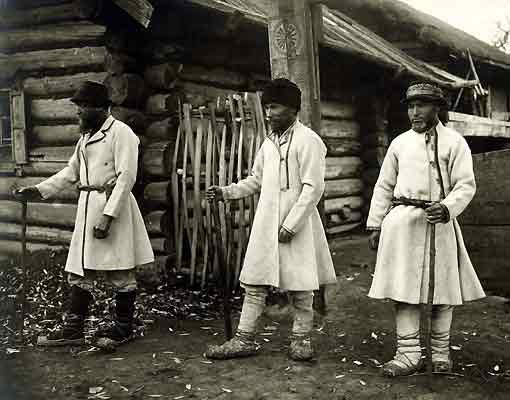
Марийские жрецы

Карт (Онаеҥ, карт кугыза) — жрец традиционной религии марийцев

## Этимология
Слово заимствовано из тат. карт «старик». Существуют и собственно марийские названия — кугыза («старик»), югтич («жрец»), онаеҥ («прозорливец»), арвуй (ср. фин. arpoja — проповедник; вепс. arboi — гадалка). Восточные марийцы называют своих жрецов мулла. Понятие тождественно коми пам; коми-перм. пам; удм. вöсясь, чув. йомысь. Вероятно, слово «юктуч» является производным от йÿк, горное наречие юк — голос (звучание голосовых связок), в переносном смысле — голос (убеждение, внушение какой-либо идеи, суждение, оценка, мнение) или от марийского «юкташ» — читать, предположим, читать молитву.

## Обязанности
У картов имеются помощники — ÿссö. Карты избираются собранием общинников — Погын. Картом обычно был мужчина 60 лет и старше (за неимением достойного — человек средних лет), знающий марийских божеств, зарекомендовавший себя степенной жизнью, умеющий скоро и бойко говорить. Давал имена новорождённым (см. Марийское имя), освящал браки и погребал умерших.